# Upper Highland
North Highland az Amerikai Egyesült Államok Oregon államának Clackamas megyéjében elhelyezkedő önkormányzat nélküli település.